# Sembleçay
 Sembleçay  es una población y comuna francesa, en la región de  Centro, departamento de Indre, en el distrito de Issoudun y cantón de Saint-Christophe-en-Bazelle.

## Demografía
| 169 | 150 | 125 | 113 | 102 | 106 |
| Para los censos de 1962 a 1999 la población legal corresponde a la población sin duplicidades (Fuente: INSEE [Consultar]) |     |     |     |     |     |